# Ellie Kemper
Elizabeth Claire „Ellie” Kemper  (Kansas City, Missouri, 1980. május 2. –) amerikai színésznő, komika és írónő.
Ismert televíziós alakításai közé tartozik Erin Hannon az Office (2009–2013) és Kimmy Schmidt A megtörhetetlen Kimmy Schmidt (2015–2019) című szituációs komédiákban.

## Filmográfia

### Film
| Év   | Magyar cím                                   | Eredeti cím                    | Szerep                        | Magyar hang         |
| ---- | -------------------------------------------- | ------------------------------ | ----------------------------- | ------------------- |
| 2009 |                                              | Mystery Team                   | Jamie                         |                     |
| 2009 | Búvárkaland                                  | Cayman Went                    | lány a bárban                 |                     |
| 2010 | Felhangolva                                  | Get Him to the Greek           | Pinnacle vezetőségi tag       |                     |
| 2010 |                                              | Somewhere                      | Claire                        |                     |
| 2011 | Koszorúslányok                               | Bridesmaids                    | Becca                         | Gubás Gabi          |
| 2012 | 21 Jump Street – A kopasz osztag             | 21 Jump Street                 | Ms. Griggs                    | Pálfi Kata          |
| 2012 |                                              | Rich Girl Problems (rövidfilm) | Lucretia                      |                     |
| 2013 | Személyiségtolvaj                            | Identity Thief                 | Flo (stáblistán nem szerepel) |                     |
| 2014 | Későnérők                                    | Laggies                        | Allison                       | Mezei Kitty         |
| 2014 | Szexvideó                                    | Sex Tape                       | Tess                          | Bognár Anna         |
| 2014 | Végül összejöttünk                           | They Came Together             | Karen                         | Pánics Lilla        |
| 2014 | Végül összejöttünk                           | They Came Together             | Karen                         | Andrádi Zsanett     |
| 2014 |                                              | The Nobodies (rövidfilm)       | Julie                         |                     |
| 2016 | A kis kedvencek titkos élete                 | The Secret Life of Pets        | Katie (hangja)                | Gubás Gabi          |
| 2017 | Lego Batman – A film                         | The Lego Batman Movie          | Phyllis (hangja)              | Gáspár Kata         |
| 2017 | Hupikék törpikék – Az elveszett falu         | Smurfs: The Lost Village       | Törpvirág (hangja)            | Bogdányi Titanilla  |
| 2019 | A kis kedvencek titkos élete 2.              | The Secret Life of Pets 2      | Katie (hangja)                | Gubás Gabi          |
| 2020 | Medvetesók – A film                          | We Bare Bears: The Movie       | Lucy (hangja)                 |                     |
| 2020 | A másik én                                   | The Stand In                   | Jenna Jones                   | Majsai-Nyilas Tünde |
| 2021 | Reszkessetek, betörők! – Otthon, édes otthon | Home Sweet Home Alone          | Pam McKenzie                  | Mezei Kitty         |
| 2023 | Boldogság kezdőknek                          | Happiness for Beginners        | Helen                         | Mezei Kitty         |

### Televízió
| Év        | Magyar cím Eredeti cím                 | Szerep      | Megjegyzés |
| --------- | -------------------------------------- | ----------- | ---------- |
| 2014      | Brenda Forever                         | Brenda      | TV-film    |
| 2012-2013 | The Mindy Project                      | Heather     | 2 epizód   |
| 2009-2013 | Office The Office                      | Erin Hannon | 102 epizód |
| 2008-2009 | – Important Things with Demetri Martin |             | 2 epizód   |
| 2007      | – Redeeming Rainbow                    | Shelly      | TV-film    |